# Diceratella psilotrichoides
Diceratella psilotrichoides är en korsblommig växtart som beskrevs av Emilio Chiovenda. Diceratella psilotrichoides ingår i släktet Diceratella och familjen korsblommiga växter. Inga underarter finns listade i Catalogue of Life.